# Rapallofördraget (1922)
Ej att förväxla med Rapallofördraget (1920).

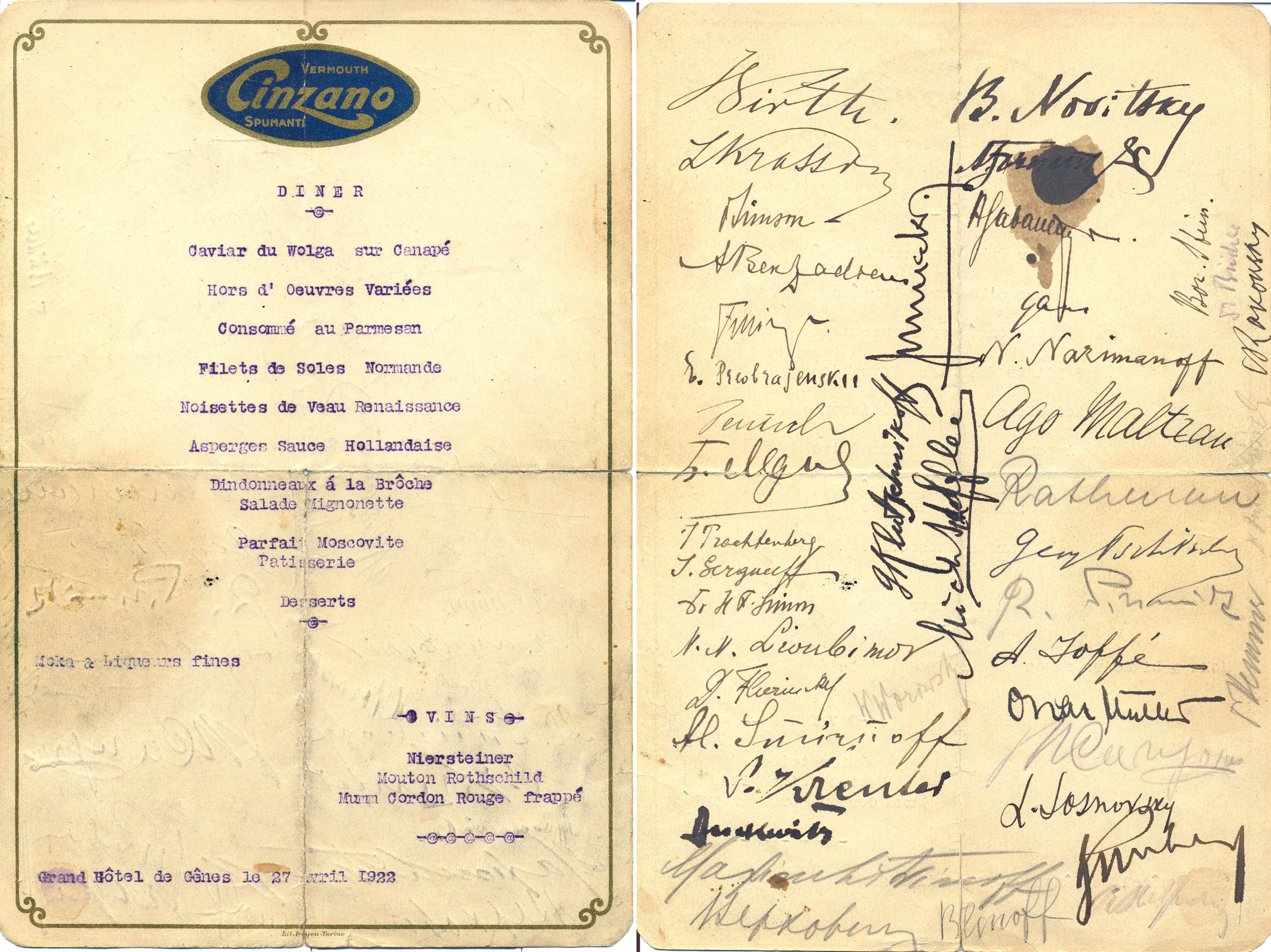
Menyn vid Rapallokonferensen med deltagarnas namnteckningar.

Rapallofördraget eller Fredsfördraget i Rapallo 1922 var ett fördrag som undertecknades av Tyskland och Sovjetunionen i Rapallo den 16 april 1922. Enligt fördraget avsade sig de bägge staterna alla territoriella och finansiella anspråk mot varandra. Rapallofördraget var en uppföljning till fredsfördraget i Brest-Litovsk år 1918. Det var den sovjetiske utrikesministern Georgij Tjitjerin och hans tyske kollega Walther Rathenau, som undertecknade fördraget.

## Beskrivning
Grundvalen i fördraget var de båda nationernas likaberättigande. Diplomatiska förbindelser mellan länderna inleddes. Alla krav rörande kriget mellan det forna Kejsardömet Ryssland och Tyskland betraktades som avklarade. Bland annat avstod Sovjetunionen från att ta upp artikel 116 i Versaillesfördraget, som förutsatte att Tyskland skulle betala Ryssland för krigsskulder. Rapallofördraget var utan tvivel en följd av Englands och Frankrikes negativa politik gentemot både Tyskland och Sovjetunionen och förde samman de senare.
Tyskland var det första landet i Europa som med Rapallofördraget upprättade diplomatiska förbindelser med Sovjetunionen, och redan ett år tidigare hade man slutit ett handelsavtal som gjorde Tyskland till Sovjetunionens största handelspartner.

### Webbkällor
- Åttio dagar som formade västvärlden. När Churchill vände kriget – Populär historia